# Коментатор
Коментатор — у газеті, журналі, на радіо й телебаченні автор коментарів з певного кола подій (суспільно-політичних, спортивних тощо). В редакторському апараті посаду коментатора зазвичай обіймає професійний журналіст, який спеціалізується у певній галузі; функції коментатора виконує також оглядач. Як коментаторів часто залучають позаштатних спеціалістів у певній сфері (сільське господарство, мистецтво тощо).